# Pavillon Sévigné
Le pavillon Sévigné est un ancien hôtel de Vichy. Il tient son nom de Madame de Sévigné (1626-1696) qui y aurait séjourné lors de ses cures dans la ville thermale. Il fut pendant la Seconde Guerre mondiale, la résidence privée du maréchal Pétain. Grâce à Elisabeth Risler-François, une jeune fille juive y fut cachée au même moment.

## Histoire
En 1584, la famille Gravier acquiert une propriété qui appartenait à la famille Doultre depuis 1529, au bord de l'Allier. François Gravier, vers 1624 fait détruire les bâtiments qui s'y trouvent dont la tour dit de Ramas et fait construire une partie de l'actuel pavillon. 
En 1821, la famille Ravin-Charcot en devient propriétaire. La porte du Pont est détruite en 1841 et remplacée par un logis avec belvédère. La maison accueille alors des hôtes venant prendre les eaux à Vichy. Mme Ravin-Charcot prétend alors pour faire de la publicité à sa maison que c'est ici que la marquise de Sévigné était descendue lors de ses deux séjours à Vichy, en 1676 et 1677, où elle était venue faire soigner ses rhumatismes. Mme Ravin-Charcot fait apposer un panneau au-dessus de la porte puis une plaque de marbre rappelant son passage. Elle désigne même la chambre où la marquise aurait dormi. Mais il existe de forts doutes sur ce récit, les historiens penchant plutôt pour un séjour de la marquise à l'auberge de la Croix-Blanche toute proche, où se trouve aujourd'hui l'Ermitage. 

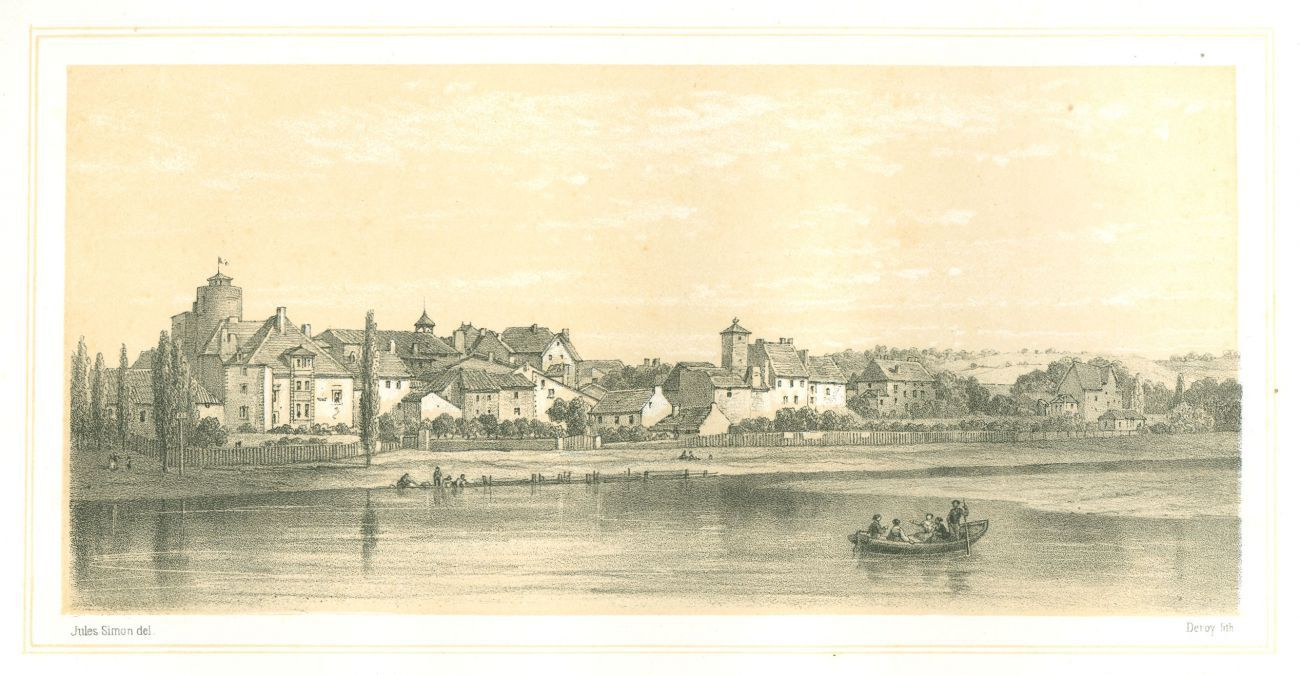
Estampe de Jules Simon de 1858 représentant le pavillon Sévigné.

En 1905, le pavillon prend le nom d'hôtel de Sévigné, devenant un des établissements de luxe de Vichy. Il reprend son nom d'hôtel de Sévigné quelques années plus tard sous l'impulsion de son nouveau propriétaire, M. Risler. Par la suite, Joseph Aletti, propriétaire de plusieurs hôtels de luxe et un des promoteurs de la station thermale, en prend la direction. 
Pendant la Première Guerre mondiale, le pavillon de Sévigné est réquisitionné comme plusieurs hôtels de la ville, pour être transformé en hôpital temporaire (hôpital n° 53).
Lors des dix premiers jours de juillet 1940, le pavillon abrite les appartements du président de la République Albert Lebrun avant que celui-ci ne quitte Vichy. Il devient ensuite la résidence privée du maréchal Pétain (il y réside principalement l'été, demeurant à l'hôtel du Parc l'hiver) et le lieu où se tiennent les conseils des ministres du gouvernement de Vichy, les propriétaires en sont alors Élisabeth Risler-François et Jean-François Risler. Élisabeth Risler-François et son époux Pierre François y organisent via les Éclaireurs de France, des activités de résistance. Alors que le pavillon est toujours occupé par le maréchal Pétain et son entourage, Elisabeth Risler-François y cache également à partir de 1943 une jeune fille juive, Lise Dennery, la faisant passer pour une nourrice. René Duphil, également cadre des Éclaireurs de France, et son épouse Henriette, cachent sa petite soeur Anette sous un faux nom. Ils seront tous les quatre ultérieurement honorés du titre de « Justes parmi les nations » à ce titre pour avoir sauvé des juifs au péril de leur vie. L'équipe nationale des EDF se livre également dans un local du Pavillon à une intense fabrication de fausses cartes de ravitaillement et d’identité et encouragent les jeunes qui rejoignent les maquis et la Résistance,. 
Il redevient un hôtel de luxe jusqu'à sa fermeture en 1995. En 2002, il est transformé en résidence privée.